# Ко Ён Хи
Ко Ён Хи (кор. 고영희; 26 июня 1952 Осака, Япония — 13 августа 2004, Париж, Франция) — актриса и танцовщица из КНДР. Супруга Ким Чен Ира и мать Ким Чен Ына.
Ко Ён Хи в 2004 году умерла в Париже от рака груди (по другим сведениям, погибла в автокатастрофе годом ранее).

## Культ личности и засекречивание имени
Семья Ко происходит с острова Чеджудо. Как многие другие корейцы, во время японской оккупации её предки были отправлены на работу в Японию, но в 1960-х годах с помощью Чочхоннён репатриировалась в КНДР. Уже в Северной Корее Ко Ён Хи закончила танцевальное училище и, начав карьеру танцовщицы и актрисы, своим талантом и красотой привлекла внимание молодого Ким Чен Ира, 
Корейско-японское происхождение Ко Ён Хи, в дополнение к этому тот факт, что её дедушка работал на швейной фабрике японской императорской армии, сделали бы её статус (сонбун) в северокорейском обществе очень низким.
Несмотря на это, были сделаны несколько попыток организовать культ личности Ко. Эти попытки возвеличивания потерпели неудачу и были остановлены вскоре после сердечного приступа Ким Чен Ира в 2008 году. Разглашение её реального имени выдало бы плохой сонбун населению и подорвало бы идею «чистой крови» корейских вождей, поэтому после смерти Ким Чен Ира имя женщины, согласно заявлению профессора частного японского университета Кансай Ли Ён Хван, стало государственной тайной КНДР. При этом при прославлении её называли «Великой Матерью» и иными косвенными именами.